# Ravil Habutdinov
Ravil Habutdinov (n. 15 decembrie 1928, Zimnik⁠(d), Iurghinskoe⁠(d), RSFS Rusă, URSS – d. 5 august 1997, Okteabrski, Bașchiria, Rusia) a fost un halterofil ce a reprezentat Rusia, medaliat olimpic. A participat la o ediție a Jocurilor Olimpice (1956) în care a câștigat o medalie de argint.

## Participări
Lista de mai jos prezintă principalele competiții la care a participat Ravil Habutdinov de-a lungul carierei.
- weightlifting at the 1956 Summer Olympics – men's 67.5 kg[*]